# Caenophanes infuscatus
Caenophanes infuscatus är en stekelart som beskrevs av Sergey A. Belokobylskij och Maeto 2006. Caenophanes infuscatus ingår i släktet Caenophanes och familjen bracksteklar. Inga underarter finns listade.